# رجعت در باور شیعه دوازده‌امامی
رجعت به معنای لفظی «بازگشت»، یکی از اساسی‌ترین باورهای مذهب تشیع است که اصطلاحاً، به زنده شدن مردگان پس از مرگشان، در قیام مهدی موعود اشاره دارد. به باور مسلمانان، این واقعه در امت‌های پیش از اسلام، تحقق یافته‌است و به این مطلب در قرآن، بارها اشاره شده‌است. شیعیان با استناد به روایتی از پیامبر اسلام که بر اساس آن، هر آنچه در امت‌های سابق تحقق یافته‌است، بر امت پیامبر نیز رخ خواهد داد؛ رجعت را یکی از وقایع آخرالزمانی گزارش کرده‌اند که در اسلام نیز رخ خواهد داد. این موضوع همواره از مسائل مورد اختلاف شیعه و سنی بوده‌است و مناظرات و احتجاج‌های بسیاری در این خصوص بین این دو گروه صورت گرفته‌است.
شیعیان برای اثبات رجعت، به ادله مختلفی اعم از آیات قرآن، روایات، اجماع و عقل استناد کرده‌اند. در عقیده شیعیان، بر سر وقوع رجعت، اختلافی وجود ندارد و اجماع شیعیان در این خصوص، از جمله استدلال‌ها بر اثبات رجعت بشمار می‌آید. با این وجود، در میان شیعیان در شیوه و ویژگی‌های تحقق آن، اختلافاتی گزارش شده‌است. برخی از منابع شیعی، این واقعه را یکی از علائم آخرالزمان و قیام حجت بن الحسن گزارش کرده‌اند و برخی آن را در یکی از وقایع در حین ظهور حجت بن الحسن دانسته‌اند. برخی منابع نیز از وقوع رجعت پس از قیام حجت بن الحسن یاد کرده‌اند.

## تعریف لغوی و اصطلاحی
واژه رجعت از ریشه رجع و مصدر مرة، به معنای «بازگشتی یکتا و ویژه» است. در لغتنامه‌های لسان العرب و اقرب الموارد، واژه‌های کرّه، ردّ، حشر و إیاب به عنوان لغت‌های مترادف رجعت گزارش شده‌است.
رجعت در اصطلاح از باورهای اسلامی است که جایگاه ویژه‌ای نزد شیعیان امامیه دارد. جوهری و فیروزآبادی در تعریف اصطلاحی رجعت به بازگشت به دنیا پس از مرگ اشاره کرده‌اند. بر اساس تعریف اصطلاحی دانشنامه جهان اسلام، رجعت به معنای بازگشت درگذشتگان از دنیا، پیش از قیامت است.
خوارزمی در مفتاح العلوم، معنای اصطلاحی رجعت در نزد شیعیان را بازگشت امام پس از مرگ یا پس از غیبت گزارش کرده‌است. بنا به گفته کیانی‌فرید در دانشنامه جهان اسلام، خوارزمی در این گزارش، در تعریف اصطلاحی رجعت و ظهور مهدی، دچار اشتباه شده‌است. در برخی روایات و ادعیه در منابع شیعی، از واژه إیاب یاد شده‌است که مترادفی برای رجعت بوده‌است.

## رجعت در عقاید شیعی
بنابر گزارش دانشنامه جهان اسلام، با توجه به شباهت بازگشت به حیات مادی در دنیا و زنده شدن مردگان در قیامت و همین‌طور با توجه به باور تمام مذاهب اسلامی به حشر و معاد جسمانی در قیامت؛ امکان بازگشت و رجعت مردگان، پیش از قیامت در باور تمام فرق و مذاهب اسلامی، پذیرفتنی است. مسئله رجعت، همواره یکی از موضوعات مورد مناقشه بین شیعه و سنی بوده‌است و مناظرات و احتجاج‌هایی در این خصوص صورت گرفته‌است.
شیعیان امامی، رجعت را یکی از قطعی‌ترین اعتقادات شیعه می‌دانند و بر این مطلب، اتفاق نظر دارند. به عقیده شیعیان، رجعت یا کَرَّه، مخصوص گروهی خاص از مؤمنان و کافران خالصی است که تا روز قیامت، بازگشتی نخواهند داشت. به گزارش پاکتچی، یکی از مسائل نسبت داده‌شده به شیعیان، اعتقاد به زنده شدن مردگان به دست حجت بن الحسن است. این نسبت ریشه در عدم احاطه سایر فرقه‌های اسلامی به اعتقادات شیعیان است. از آنجایی که جعفر صادق، از آشنایی مفضل با معنای حقیقی رجعت در شگفت آمد؛ مشخص می‌شود که معنای واقعی رجعت در میان شیعیان، جزء اسرار بوده‌است و همگان به معنای حقیقی رجعت، آگاهی نداشتند. از آنجا که در مذهب شیعه، حجت بن الحسن در آخرالزمان ظهور خواهد کرد، ظهور وی به معنای اصطلاحی رجعت نیست و اگر در منبعی از ظهور وی، با عنوان رجعت یاد شده‌است، بر فرض انتساب به مذهب، به معنای غیر اصطلاحی به‌کار رفته‌است. شیخ طبرسی در تفسیر تبیان، گزارشی را مبنی بر اعتقاد گروهی به معنای غیر اصطلاحی رجعت شرح می‌دهد که بر اساس آن، منظور از رجعت، بازگشت حکومت به اهل بیت در آخرالزمان است. پاکتچی، هدف از رجعت را تحقق امری از پاداش یا کیفر در خصوص زندگی پیشین می‌داند. بر اساس آیه ۵۱ سوره غافر، یکی از اهداف رجعت، یاری‌رسانی به پیامبران و امامانی است که در زمان حیات خویش، نصرت نیافتند و کشته شدند. هدف ار بازگشت کافران به دنیا نیز، بازخواست و انتقام بابت گناهان ارتکابی در زمان حیاتشان می‌باشد.

### ضروری بودن رجعت
در گوشه‌هایی از منابع روایی، احادیثی از آن امام جعفر صادق در تأیید اندیشهٔ رجعت آمده‌است؛ ولی در مهم‌ترین کتب حدیثی در این باره مطلبی دیده نمی‌شود. این حدیث که «اگر کسی به رجعت ما قائل نباشد، از ما نیست» نیز به امام خاصی منتسب نشده، و در منابع حدیثی متقدم، بازتابی نیافته‌است.

دایرةالمعارف بزرگ اسلامی
به گفته برخی از بزرگان شیعه همچون مجلسی، رجعت یکی از ضروریات مذهب است. از جمله کسانی که چنین گزارشی را نقل کرده‌اند، شیخ صدوق در کتاب صفات الشیعه است که از جعفر صادق، گزارشی را مبنی بر رکن بودن رجعت برای ایمان نقل کرده‌است. شیخ حر عاملی، با تأکید بر ضروری بودن رجعت در مذهب امامیه، برای این ادعا خویش، مدعی اجماع بین علمای معروف و مشهور شیعه شده‌است. وی در گزارشش مدعیست، کسی از عالمان شیعه را نمی‌شناسد تا به صراحت منکر رجعت شده‌باشد یا آن را توجیه کرده باشد. بر این اساس، به جهت مسلم تلقی شدن رجعت نزد تمام شیعیان و نبود گزارش مخالف در این خصوص، رجعت یکی از آموزه‌های ضروری شیعه است. شیخ صدوق، شیخ مفید، سید مرتضی، شیخ طبرسی، ابوالحسن شریف و علامه مجلسی از جمله عالمان شیعی هستند که اجماع در خصوص اعتقاد به رجعت را گزارش کرده‌اند. در این راستا گروهی از غیر شیعیان، همچون ابن عبدربه، ابن سمعون و واعظ بغدادی؛ تمام امامیه را قائل به رجعت معرفی کرده‌اند. همچنین در الایقاظ — از آثار شیخ حر — گزارش شده‌است که ضروری بودن رجعت در کتاب سلیم بن قیس هلالی، مورد اشاره قرار گرفته‌است. با این وجود محمدباقر بهبودی نیز در مقاله‌ای، منظور از رجعت را همچون تناسخ، نوعی بازگشت به دنیا از طریق نظام تکوین دانسته‌است که فرد رجعت‌کننده، به صورت نطفه در رحم مادری پرورش یافته‌است، اما خاطرات گذشته را به یاد نخواهد آورد. همچنین شیخ مفید از گروهی محدود در امامیه یاد می‌کند که منکر رجعت شده و آیات و روایات در این خصوص را توجیه کرده‌اند. اهمیت این باور در نزد شیعیان به قدری است که در بسیاری از ادعیه، به این باور و تحقق آن در قیام حجت بن الحسن اشاره شده‌است. دیگر دلیل بر اهمیت این واقعه، معجزه بودن آن برای اثبات حقانیت معاد و همین‌طور احقاق حق مظلومان از ظالمان است.

### تفاوت بین رجعت و تناسخ
در منابع و روایات امامیه، سعی شده‌است تا تفاوت بین تناسخ و رجعت مشخص شود. خسروپناه ده مورد از تفاوت‌ها بین تناسخ و رجعت را برشمرده‌است؛ او معتقد است که این دو از جهت ماهوی و معنای اصطلاحی متفاوتند. او گزارش می‌کند که تناسخ به معنای بازگشت روح از انسانی به انسان دیگر در حیات دنیوی است و رجعت، بازگشت روح بعد از مرگ به جسم خود انسان است. به گزارش خسروپناه، منکران معاد، برای آنکه دچار اعتقاد به تعطیلی نفس (روح) پس از مرگ نشوند، به تناسخ باور پیدا کرده‌اند درحالی که به اعتقاد باورمندان به معاد، نفس به صورت مجرد امکان بقاء دارد و بنابراین بین مرگ (جدایی روح از بدن) و رجعت (بازگشت مجدد روح به بدن) تفاوت هست.

### زمان رجعت
زمان رجعت در منابع شیعی مورد اختلاف است. برخی منابع این واقعه را مربوط به عصر ظهور حجت بن الحسن، اما برخی دیگر چون شیخ مفید، رجعت را از علائم ظهور دانسته‌اند. به گزارش کیانی‌فرید، این واقعه همزمان با قیام حجت بن الحسن و پیش از قیامت رخ خواهد داد.
همچنین برخی روایات هم وقوع آن را پس از ظهور می‌دانند. بر اساس تفسیر روایتی نه‌چندان معتبر از محمد باقر، زمان رجعت بعد از ظهور و کمی قبل از مرگ حجت بن الحسن صورت خواهد گرفت.

## رجعت کنندگان
رجعت، مخصوص گروهی خاص از مؤمنان و کافران است که در کفر یا ایمانشان راسخ بوده‌اند. جعفر صادق در این خصوص می‌گوید: رجعت امری همگانی نیست و اختصاص به خالصان در ایمان و کفر دارد. شیخ مفید در توضیح خصوصیت رجعت‌کنندگان گزارش می‌کند که رجعت‌کنندگان مؤمن، از طایفه‌ای هستند که به سبب کثرت اعمال نیک، خدا آنان را برای درک دولت حق، زنده می‌نماید. بنابر روایاتی از محمد باقر و جعفر صادق که به تفسیر آیه ۹۵ سوره انبیاء پرداخته‌اند، رجعت‌کنندگان تنها گروهی منتخب از امت‌های پیشین هستند.
بر اساس اعتقادات شیعه، اولین رجعت‌کننده به دنیا، حسین بن علی است و پس از وی، محمد و علی نیز رجعت خواهند نمود. در منابع شیعه از علی بن ابی‌طالب به «صاحب الکرة» و «صاحب الرجعة» تعبیر شده‌است. بر اساس برخی روایات که در تفسیر آیه ۸۲ و ۸۳ سوره نمل گزارش شده‌است، منظور از دابة الارض، علی بن ابی‌طالب است که در آخرالزمان به دنیا بازخواهد گشت. همچنین در منابع شیعی، بر اساس روایاتی از محمد باقر، جعفر صادق و علی بن موسی الرضا افرادی از صحابه محمد که به خاندان او ظلم کردند، در میان رجعت‌کنندگان خواهند بود و مورد بازخواست قرار خواهند گرفت. در این روایات از عمر بن خطاب، ابوبکر و بعضاً عثمان نام برده شده‌است که مهدی موعود، آنها را پس از زنده کردن، بازخواست می‌کند و به دار می‌آویزد یا می‌سوزاند. حسینعلی منتظری، فقیه شیعه، در کتاب موعود الادیان به پنج روایت در خصوص نبش قبر عمر و ابوبکر توسط مهدی موعود اشاره می‌کند و آنها را ضعیف السند می‌داند.
علاوه بر مردان، زنان نیز از رجعت‌کنندگان هستند. بر اساس روایتی از محمد باقر، زنی به نام حمیرا که فاطمه زهرا را مورد اذیت و آزار قرار داده‌است، در قیام مهدی موعود رجعت می‌کند و توسط حجت بن الحسن، محاکمه خواهد شد. به گزارش شیخ صدوق در علل الشرایع، این زن، عایشه — همسر محمد — است که توسط حجت بن الحسن، حد بر او جاری خواهد شد. بر طبق روایتی از جعفر صادق که توسط طبری در دلائل الامامه گزارش شده‌است، سیزده زن از جمله یاران حجت بن الحسن هستند که وظیفه مداوا کردن مجروحان جنگی را عهده‌دار هستند.
| دسته         | مصادیق |
| ------------ | --- |
| پیامبران     | تمام انبیاء گذشته، یوشع بن نون، محمد                                                                                      |
| امامان       | تمام امامان دوازده‌گانه، علی بن ابی‌طالب، حسین بن علی                                                                       |
| صحابه پیامبر | سلمان فارسی، ابودجانه، مقداد، مالک اشتر،                                                                                  |
| اقوام گذشته  | قوم موسی، اصحاب کهف، |
| زنان         | قنواء دختر رشید، ام‌ایمن، حبابه والبیه، سمیه مادر عمار، زبیده، ام خالد احمسیه، ام سعید حنفیه، صبانه آرایشگر، ام خالد جهنیه |

## ادله کلامی شیعه

### ادله نقلی

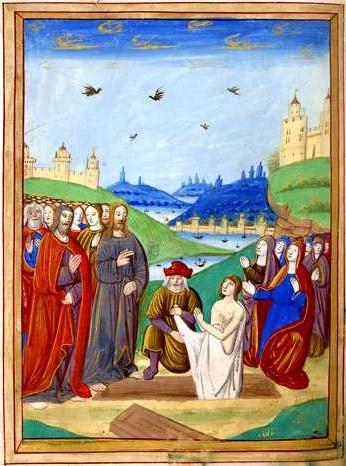
برخاستن ایلعازر از گور که در عهد جدید مورد اشاره است. به عقیده منابع اسلامی، تمام سنت‌های امت‌های پیش از اسلام، در اسلام محقق خواهند شد.

بر اساس برخی داستان‌های قرآن، برخی مردگان در امت‌های پیش از اسلام، زنده شده‌اند. در آیات ۵۵ تا ۵۶ سوره بقره، به رجعت عده‌ای از قوم موسی اشاره شده‌است که خواستار دیدن خداوند بودند. در تفسیرهای شیعه و سنی، اتفاق نظر وجود دارد که هفتاد تن از بنی‌اسرائیل که بر اثر صاعقه‌ای درگذشتند، به اراده الهی به دنیا رجعت کردند. در آیه ۷۲ و ۷۳ سوره بقره، به داستان کشته شدن مردی توسط خاندانش اشاره شده‌است که پس از قربانی کردن گاوی با مشخصات معین، زنده شد تا قاتل را معرفی کند. در آیه ۲۴۳ سوره بقره نیز به رجعت گروهی از بنی‌اسرائیل اشاره شده‌است که با دعای ارمیای نبی، زنده شدند. در آیه ۲۵۹ سوره بقره، به داستان زنده شدن عُزیر پیامبر اشاره شده‌است. در آیات ۴۹ سوره آل عمران و ۱۱۰ سوره مائده، به زنده شدن مردگان به دست عیسی و به اذن الهی اشاره شده‌است. متکلمان امامی، داستان‌های قرآنی در خصوص زنده شدن مردگان در امت‌های گذشته را مستندی بر امکان رجعت دانسته‌اند. آنها به روایتی از محمد استناد کرده‌اند که از وقوع تمام آنچه در امت‌های گذشته رخ داده‌است، در امت خویش خبر می‌دهد. اولین بار علی بن موسی الرضا در گفتگویی با مأمون عباسی، به این روایت در اثبات تحقق رجعت در اسلام، استناد کرد.
همچنین به عقیده شیعیان و غیر آنان همچون طباطبایی، فخررازی و بیضاوی، آیاتی در مورد تحقق رجعت پیش از قیامت وجود دارد که به‌طور عام به آن دلالت دارند، بی آن که در مورد خصوصیات و چگونگی وقوع آن توضیح دهند. بر اساس آیه ۸۲ و ۸۳ سوره نمل، پیش از قیامت، گروهی از تکذیب‌کنندگان قیامت زنده می‌شوند. بنابر استدلال طباطبایی در المیزان، این رویداد، یکی از نشانه‌های قیامت و درنتیجه متفاوت از زنده شدن مردگان در قیامت است. در آیه ۵ سوره قصص، از امامت یافتن مستضعفان یاد شده‌است که در تفسیرهای شیعه همچون تفسیر قمی به رجعت تفسیر شده‌است. همچنین در تفسیرهای شیعه، پس از تناظر دو عبارت «عذاب اکبر» و «عذاب ادنی» در آیه ۲۱ سوره سجده؛ منظور از عذاب ادنی، کیفری سبک‌تر نسبت به عذاب اکبر گزارش شده‌است که به گزارش قمی در تفسیرش، مربوط به کیفر در رجعت است و عذاب اکبر نیز جهنم است. شبیه به این معنا، در تفسیر آیه ۷۲ سوره اسراء نیز مورد اشاره قرار گرفته‌است. به گزارش دایرةالمعارف بزرگ اسلامی، منابع امامی در این خصوص به آیات بسیاری چون آیه ۴ و ۴۶ سوره یونس، آیه ۹۵ سوره انبیاء، آیه ۱۱ سوره غافر، آیه ۴۲ سوره ق و ۴۷ سوره طور استناد می‌کنند. بر اساس استدلال شیعیان، در آیه ۵۱ سوره غافر، از نصرت و یاری مؤمنان در زندگی دنیاییشان یاد شده‌است و به عقیده الهی‌نژاد، این در حالیست که چنین وعده‌ای تاکنون تحقق نیافته‌است و از آنجا که بر اساس اعتقادات اسلامی، تمام وعده‌های الهی محقق‌الوقوعند، این وعده در رجعت مؤمنان محقق خواهدشد. به گزارش کتاب موسوعة الفرق الاسلام، از جمله آیات مورد اتفاق شیعه در خصوص رجعت، آیه ۱۰۵ سوره انبیاء است که منظور از بندگان صالح که زمین را به ارث خواهند برد، امامان دوازده‌گانه می‌باشند.

رجعت حق است و در امت‌های سابق نیز بوده‌است و قرآن آن را بیان کرده‌است. و رسول خدا فرمود که آنچه در امت‌های گذشته واقع شده‌است در این امت، بدون کم و کاست واقع خواهد شد.

عیون اخبارالرضا، ج۲، ص ۲۰۲
شماری از محدثان شیعه از جمله شیخ حر عاملی و محمدباقر مجلسی، به تواتر معنوی مجموع احادیث رجعت باور دارند. بر اساس برخی روایات شیعی؛ اعتقاد به رجعت از لوازم ایمان به حساب می‌آید. شیخ صدوق نیز با اشاره به روایتی از جعفر صادق، رجعت را از مشخصات پیروان اهل بیت می‌داند. با این همه، به دلیل تخصصی بودن این آموزه؛ گفته می‌شود که رجعت از مقولات ضروری نزد محدثان بوده‌است و از مقولات ضروری امامیه نیست. در همین راستا، عبدالکریم حائری یزدی — از مراجع تقلید شیعه — در پاسخ به استفتایی، انکار رجعت را خروج از دین و مذهب نمی‌داند. شیخ حر عاملی در کتاب الایقاظ، دوازده دلیل را برای اثبات رجعت از دیدگاه شیعه ذکر می‌کند. مهم‌ترین دلیل وی، روایات متواتر و کثیره و همین‌طور اجماع شیعیان است. از میان منابع شیعی، مجلسی، تعداد روایات رجعت را ۲۰۰ حدیث صریح ذکر کرده‌است و شیخ حر عاملی، این روایات را به حد تواتر دانسته و تعدادشان را ۵۲۰ حدیث گزارش کرده‌است اما محدث جزایری تعداد این روایات را ۶۲۰ حدیث می‌داند. این روایات در سه قالب حدیث، زیارت و دعا گزارش شده‌اند. از میان زیارت‌نامه‌ها، در زیارت جامعه کبیره، زیارت وارث، زیارت حضرت عباس، زیارت اربعین و زیارت عسکرین و از بین دعاها، در دعای عهد و دعای روز سوم شعبان از رجعت یاد شده‌است.

### ادله عقلی
گروهی از متلکمان شیعه از جمله سید ابوالحسن رفیعی قزوینی، با استناد به دلایل عقلی، سعی در اثبات رجعت نموده‌اند. استدلال رفیعی از چند مقدمه تشکیل شده‌است؛ بر اساس مقدمه اول، ارتباط روح و بدن مادی، به جهت پیوند ذاتی بین آنها و برتری روح و نفس بر بدن عنصری، سبب می‌شود که حتی پس از مرگ، این ارتباط از بین نرود. رفیعی در مقدمه دوم، برای هر حقیقتی، اثر و خاصیت مخصوص آن را لازم می‌داند که نشان‌دهنده جایگاه وجودی و مرتبه هستی آن حقیقت است. او با این مقدمه، اثر وجودی پیامبر و امامان را، تعلیم و تربیت انسان‌ها می‌داند. او همچنین خاتمیت محمد را، داشتن قوه به کمال رساندن و همین‌طور تعلیم همه مراتب مختلف بشری و در نتیجه رساندن نفوس آدمیان در بُعد کمال علمی و عملی به بالاترین اندازه ممکن تا روز قیامت می‌داند. او امامان را نیز در این اثر وجودی با پیامبر شریک می‌داند. رفیعی در نهایت مقدمه سومی را ترتیب می‌دهد که بر اساس آن، آثار مرتبه وجودی پیامبر و امامان پس از او، باید امکان بروز داشته باشد؛ در غیر این صورت با حکمت خالق در تناقض است. به عبارت دیگر، قرار گرفتن قوه اثر در مرحله وجود و در عین حال، ایجاد موجبات منع دائم (مرگ) از پیدایش آن اثر در نظام هستی؛ در تناقض یکدیگرهستند و این فعل از خداوند حکیم صادر نخواهد شد. رفیعی در نهایت با توجه به مقدمه چهارمی که، عدم تحقق کمال و تهذیب نفوس آدمیان تا کنون است؛ نتیجه نهایی را ضروری دانست رجعت و بازگشت روح‌های مستعد به بدن‌هایشان برای رسیدن به کمال علمی و عملی، بعد از مرگشان و به دست پیامبر یا امامان می‌داند. استدلال عقلی دیگری که در این خصوص گزارش شده‌است، با اتکا به آیاتی از قرآن در خصوص حکمت آفرینش شب و روز است. بر اساس این استدلال، خداوند موجبات زندگانی جسمانی در عالم مُلک را فروگذار نکرده‌است، پس درخواست بازگشت ارواحی که استعداد رستگاری را در عالم دارند، رد نخواهد کرد. با این استدلال، خداوند، ارواحی را که استعداد و توانایی کمال‌یابی را در دنیا خواهند داشت را می‌شناسد، و برای رسیدن آنان به کمالی بیشتر، آنان را به دنیا باز خواهد گرداند تا کمال مطلوب خود برسند.
در نیمه نخست سده یازدهم ه‍.ق و در عصر حکومت شاه عباس اول؛ ملاصدرا به عنوان فیلسوف شیعه، به تدوین مبانی حکمت متعالیه پرداخت و به مسئله رجعت توجه کرد. وی کوشید تا مسئله رجعت را با رویکردی فلسفی تبیین نماید. در نهایت، دیدگاه وی دربارهٔ نفس و کیفیت تعلق آن به بدن و همچنین تعریف او از تجرد و مراتب آن؛ مستلزم لوازمی بود که با خوانش سنتی شیعیان از رجعت، دچار اصطکاک شد و ایجاد چالش کرد. به عقیده ملاصدرا، نفس آدمی بعد از مرگ، به تجرد محض می‌رسد و دیگر از تعلق به بدن مادی، بی‌نیاز خواهد شد. بر این اساس، بازگشت نفس که به کمال و فعلیت رسیده‌است به بدن که حالت نقص و قوه است، به جهت محال بودن؛ امکان ندارد. علامه طباطبایی برای پاسخ به این محالیت عقلی، معتقد است که رجعت تنها برای کسانی از امت پیش می‌آید که به مرگ غیرطبیعی و پیش از رسیدن نفسشان به کمال، از دنیا رفته‌اند. این دیدگاه نیز با انتقادهایی همراه بود؛ تصریح روایت‌های اسلامی به رجعت کسانی چون امامان شیعه و اصحابشان چون سلمان فارسی که از صاحب نفوس کامله‌اند و همین‌طور تصریح قرآن به خلقت روح مجرد، پیش از خلقت عالم هستی؛ از انتقادهای مطرح شده به این نظریه است. ملاصدرا از راه دیگری نیز برای برون‌رفت از محالیت رجعت بهره برده‌است. او معتقد است که بازگشت نفس به بدن سابق خود، محال عقلی ندارد و تنها بازگشت نفس به بدن دیگری، محال است. این پاسخ ملاصدرا نیز با انتقادهایی همراه بود.

### نقدها به رجعت و پاسخ آن
مبحث رجعت، از سده‌های متقدم مورد بحث‌های کلامی مناقشه برانگیز بود. مخالفان رجعت منظور از زندگی پس از مرگ و پیش از قیامت را مربوط به برزخ می‌دانستند. موارد دیگری از شبهه‌های وارد شده، عبارتند از توبه کافران در زندگی پس از مرگ، مخالفت رجعت با تکلیف و برخورداری نعمت و عذاب پس از مرگ و پیش از قیامت است. به‌طور کلی، آنچه به عنوان نقد بر دیدگاه رجعت در اندیشه شیعه مطرح شده‌است، در سه دسته کلی در نظر گرفته می‌شود: اول نقدهایی در استبعاد رجعت، دوم نداشتن دلیل بر اثبات رجعت، و سوم دلایل نقلی مخالفان رجعت است. یکی از ادله انتقادی، استناد به آیه ۱۰۰ سوره مؤمنون است که بر اساس آن، خداوند درخواست بازگشت به دنیا از جانب کافران را به هنگام مرگ، رد می‌کند. مخالفان استدلال می‌کنند که به این ترتیب، امکان بازگشت مردگان به دنیا پس از مرگ، به طریق اولویت رد خواهد شد. این اشکال به شکل دیگری نیز ترسیم شده‌است. بر این اساس، کافران که پس از مرگ، عذاب خود را در برزخ دیده‌اند، پس از بازگشت مجدد به دنیا، فرصت پیدا می‌کنند که عمل نیک‌انجام دهند و توبه کنند. آیه دیگری که مورد استناد مخالفان قرار گرفته‌است، آیه ۹۵ سوره انبیاءست. برخلاف مدافعان رجعت، مخالفان رجعت آن را تصریحی بر رد رجعت دانسته‌اند. مخالفان همچنین رجوع گناهکاران به دنیا را، بی‌ارزش می‌دانند؛ چرا که بیان گناه آنان برای مردم دوره رجعت، ارزشی ندارد و عذاب آنها در قیامت محقق خواهد شد و عذاب آنها در دنیا، ظلم به ایشان است.

## تاریخچه باور به رجعت در دیدگاه شیعی
آلوسی، پیشینه اعتقاد به رجعت پیامبر اسلام را مربوط به قرن اول ه‍.ق دانسته‌است و پیشینه اعتقاد به رجعت علی بن ابی‌طالب را به جابر جعفی در قرن دوم نسبت می‌دهد؛ با این وجود، در منابع تفسیری، به ندرت آیه دوم سوره مدثر را به رجعت محمد تفسیر کرده‌اند. برخی از نویسندگان کتب فرق، قدمت اعتقاد به رجعت را منسوب به عبدالله بن سبأ و فرقه سبائیه دانسته‌اند و از همین رو شهرستانی نخستین قائلان به رجعت را از این فرقه گزارش کرده‌است. در منابعی دیگر همچون تأویل مختلف الحدیث و کتاب الضعفاء الکبیر از اصحاب علی بن ابی‌طالب همچون اصبغ بن نُباتهٔ حنظلی و ابوالطفیل عامر بن واثله به عنوان قائلان به رجعت یاد شده‌است. بعدها در میان شاگردان محمد باقر نیز افرادی به عنوان مروجان رجعت گزارش شده‌اند. در همین خصوص مناظره‌ای نیز میان صاحب الطاق و ابوحنیفه درگرفته‌است. با اتکا به خطبه ابوحمزه خارجی (مقتول در ۱۳۰ ه‍.ق) برای مردم مکه، در قرن دوم ه‍.ق شیعیان به اعتقاد به رجعت شناخته می‌شدند. به گزارش محمدجعفری در کتاب تشیع در مسیر تاریخ، با اشاره به اینکه برخی از اعضاء کیسانیه پس از مرگ ابن حنفیه، به رجعت او باورمند شدند، می‌افزاید که رجعت پس از آن یکی از ویژگی‌های عمده فرقه‌های مختلف شیعه شد. به‌طور کلی، فرقه امامیه در میان باقی فرقه‌های شیعی، بیشتر به اندیشه رجعت پرداخته‌اند. تا قرن چهارم ه‍.ق منابع مختلفی شیعه را به رجعت معرفی کرده‌اند با این وجود شیخ مفید گزارش می‌کند که معدود افرادی در امامیه، احادیث رجعت را توجیه می‌کردند. این موضوع همچنان ادامه داشت تا آنکه با روی کار آمدن صفویان و مشروعیت طلبی حکومت از جانب فقیهان، موج تازه‌ای از باور به رجعت شکل گرفت. در این دوران رجعت‌نگاری بسیار رونق گرفت. این رونق بعدها در عصر قاجار برچیده شد. در دوره قاجار، جریان جدیدی با عنوان بابیت و بهائیت در ایران شیعی شکل گرفت که در پی آن آثاری در رد این دو فرقه و اثبات رجعت نگاشته شد به طوری که این دو موضوع در آثاری متعدد با هم درآمیخته شدند.